# Cynara humilis
Cynara humilis — вид квіткових рослин родини айстрові (Asteraceae). лат. humilis — «маленький, низький».

## Опис
Стебла 25–60 см (іноді до 120 см), прості або розгалужені в нижній частині, дуже пухнасті. Колючі, перисті листки, повстяні знизу. Квіти бузкові, у великих головах. Сім'янки 6,5–8 × 5–5,5 мм. Цвітіння і плодоношення з травня по липень.

## Поширення
Африка: Алжир; Марокко; Мавританія. Південна Європа: Португалія; Гібралтар; Іспанія. Байдужий до ґрунту, переважно росте на відкритих площах, до 1000 м.

## Використання
Ніжне листя їстівне. Насіння дуже привабливе для птахів. Вид має значну кількість інуліну, одного з головних джерел цукрів, придатних для споживання діабетикам. Також, враховуючи його швидке зростання, годиться для виробництва біопалива.

## Галерея

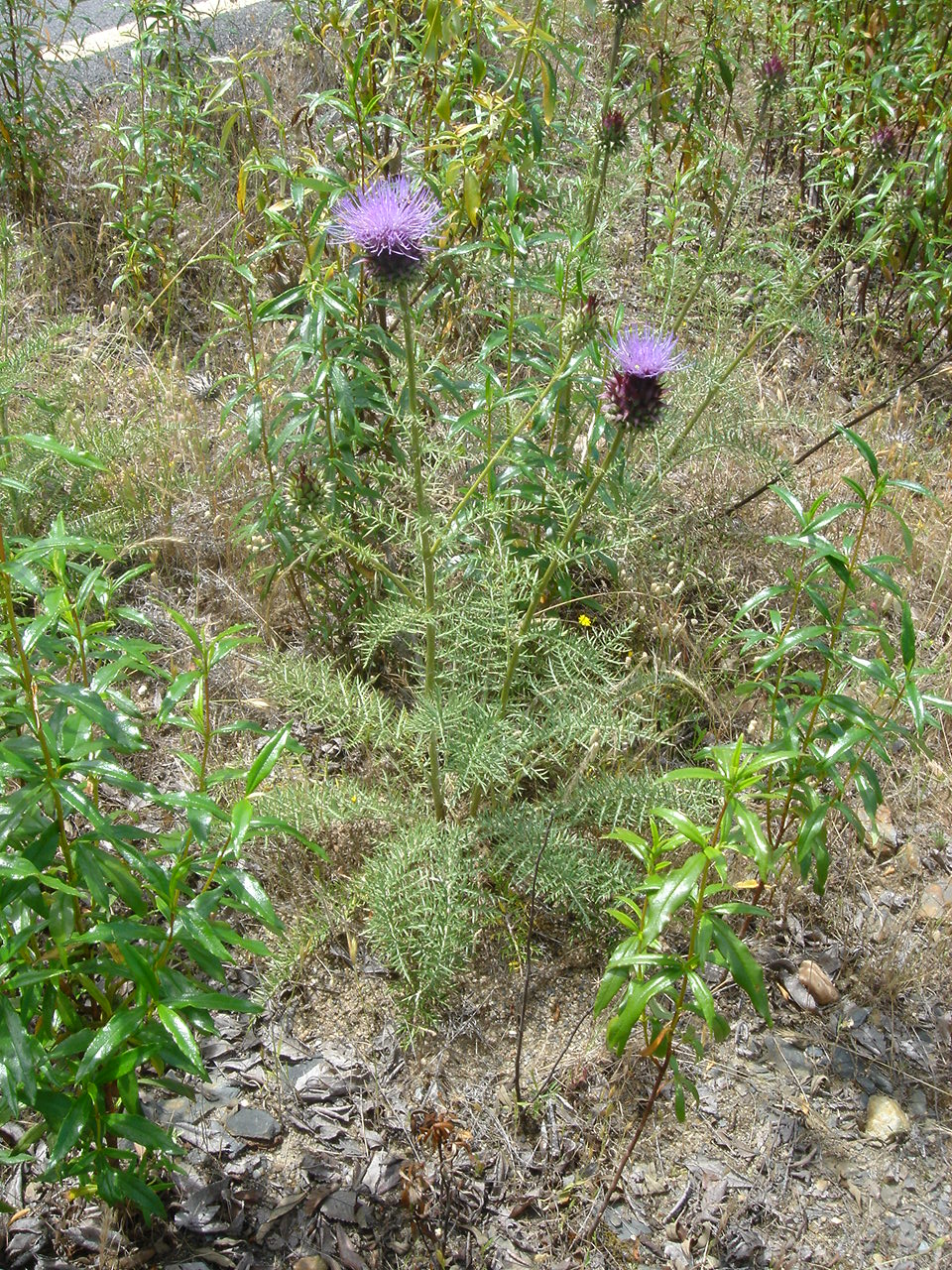

|  | Це незавершена стаття про айстрові. Ви можете допомогти проєкту, виправивши або дописавши її. |